# Bill Harris Taten und Abenteuer
Bill Harris Taten und Abenteuer ist eine Heftromanserie des deutschen Schriftstellers und Parapsychologen Rudolf Schwarz, die unter dessen Pseudonym Ralph Black 1949 von dem Gießener Rotar-Verlag veröffentlicht wurde. Thematisch ist sie der Abenteuerliteratur zuzuordnen.

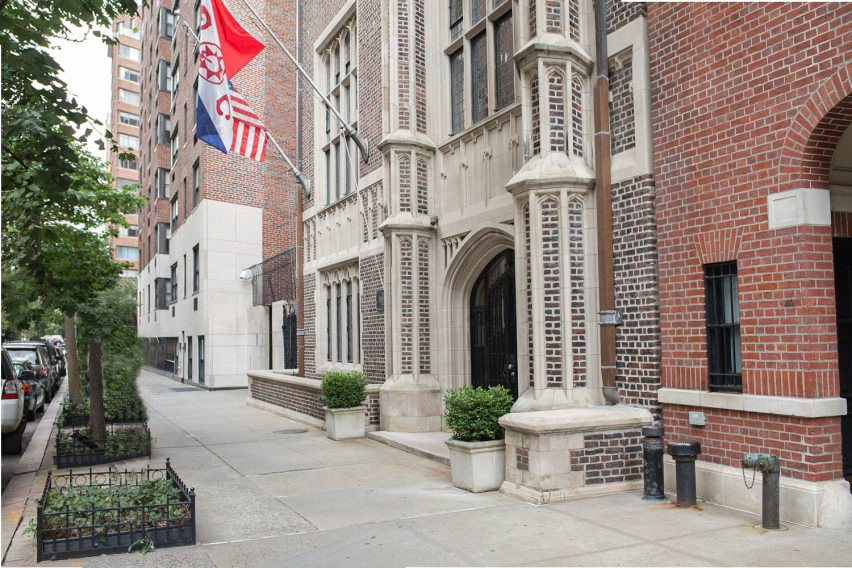
Das Clubhaus des Explorers Club, New York

## Vorwort
Jedes Heft beginnt mit einer identischen Einleitung, welche die Rahmenhandlung beschreibt:

„Bill Harris, Sportsmann und Millionär, bewirbt sich um die Aufnahme in den Abenteuer-Club. Der Abenteuer-Club besteht aus 100 Mitgliedern, die nachweisliche Abenteuer vollbracht haben müssen. Scheidet ein Mitglied aus, so wird ein neues Mitglied unter der Bedingung aufgenommen, daß es zuerst 99 Aufgaben erfolgreich lösen muß, die ihm die 99 Mitglieder des Clubs stellen.
Eine dieser Aufgaben ist in diesem Heft beschrieben. Die Lösung ist nicht nur durch die Schwierigkeit der Aufgabe erschwert, sondern auch dadurch, daß ein persönlicher Feind von Bill Harris namens John Mortimer alles daran setzt, den Erfolg zu durchkreuzen.“

## Handlung
In einer Villa, umgeben von Jagdtrophäen und Erinnerungsstücken an seine vergangenen Reisen und Taten, lebt der steinreiche Bill Harris. Gelangweilt von Partys und Kulturveranstaltungen zieht es ihn immer wieder hinaus zu neuen Abenteuern. Sein Ziel ist nun die Mitgliedschaft im exklusiven Abenteuer-Club, wofür er jedoch die von den Mitgliedern gestellten Aufgaben erfüllen muss. Dabei stehen ihm seine Yacht „Orion“, aber auch eigene Flugzeuge, Hubschrauber und Boote zur Verfügung. Stets loyal unterstützt wird er von seinem getreuen Kammerdiener Webster, mit dem ihn eine frappierende optische Ähnlichkeit verbindet. John Mortimer dagegen, selbst Mitglied des Clubs, lässt nichts unversucht, um die Aufnahme seines Erzfeindes zu verhindern. Seine Motive hierfür bleiben jedoch unklar.

### Heft 1: „Der Raub der Atombombe“

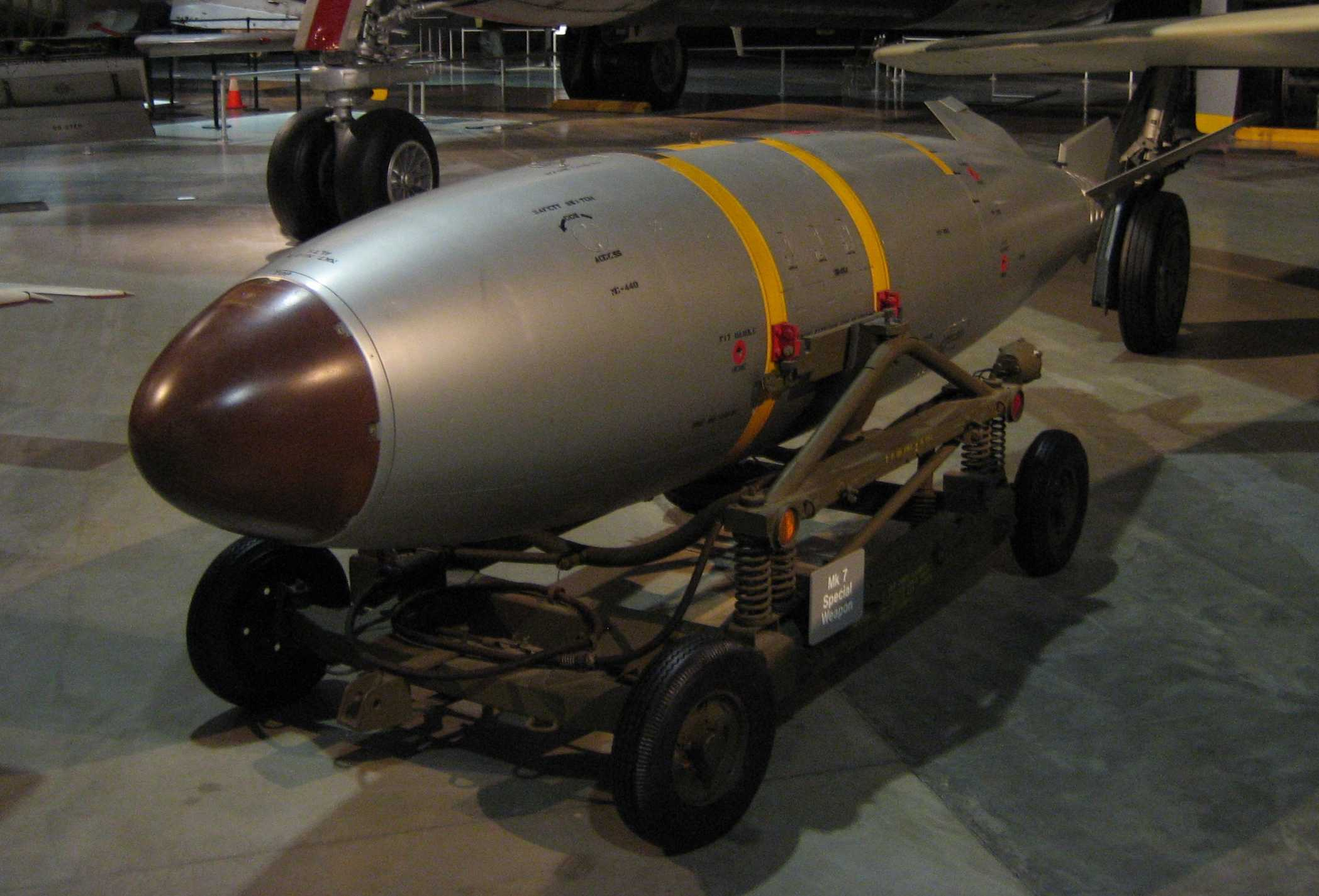
Mark 7-Atombombe (1952)

Bill Harris ist zu Hause, als ihm durch einen Brief des Abenteuer-Clubs seine erste Aufgabe gestellt wird. Durch Agenten eines südlichen Landes ist aus einem Marinearsenal einer Großmacht eine Atombombe gestohlen worden. Es gilt als sicher, dass sich die Bombe nun in der Hauptstadt dieses namentlich bekannten Landes befindet. Die Aufgabe soll darin bestehen, die Atombombe im Interesse des Weltfriedens wiederzubeschaffen, bevor sie eingesetzt oder nachgebaut werden kann.
Harris gibt zunächst seinem Diener den Auftrag, die Koffer zu packen und einen Flug nach Paris zu reservieren. Vor seinem Abflug lässt er sich von seinem Freund Harry Roger, welcher an einem physikalischen Institut arbeitet, über den Aufbau und die Ortungsmöglichkeiten der Bombe informieren und leiht sich von ihm einen Strahlungsmesser. Von Paris aus setzt er die Reise zunächst mit der Bahn, dann mit einem Mittelmeerdampfer und schließlich erneut mit der Bahn fort und erreicht so die Hauptstadt des südlichen Landes. Nachdem er sich ein Hotelzimmer genommen hat, durchstreift er drei Tage lang mit einer Kutsche die Stadt und nimmt Strahlungsmessungen vor, wobei ihn erhöhte Werte im Bereich eines modernen, öffentlichen Gebäudes sowie in einem Vorort auffallen. Noch am gleichen Abend sucht er das öffentliche Gebäude auf und dringt trotz einer Polizeistreife mittels einer gefährlichen Kletterpartie darin ein. Dort findet er jedoch nicht die gesuchte Bombe, sondern die Bestrahlungsstation eines Krankenhauses.
Bei der zweiten auffälligen Strahlungsquelle handelt es sich um ein in einem Vorort liegendes, altes, verlassenes Fabrikgebäude. Noch bevor er dort eindringen kann, wird er jedoch von einem sich als Polizisten vorstellenden Europäer in Gewahrsam genommen und in einem verdunkelten Wagen angeblich zur Villa des Polizeipräsidenten gefahren. Nach langer Wartezeit stellt er jedoch fest, dass man ihn hereingelegt hat. Das Haus liegt weit auf dem Land und ist unbewohnt und verlassen. Die ganze Vorstellung diente nur dazu, ihm seinen unersetzlichen Strahlungsmesser abzunehmen. Zurück in seinem Hotel entdeckt er in der Tasche des Instrumentes nur noch einen Ziegelstein und eine höhnische Nachricht seines Todfeindes John Mortimer.
In der folgenden Nacht fährt er erneut in den Vorort hinaus und kann den ihn verfolgenden Mortimer zunächst abschütteln. Über ein Kellerfenster dringt er in das Gebäude ein und schließt einen schlafenden, bewaffneten Wächter in seinem Zimmer ein. Ungesehen beobachtet er Mortimer, der mit einem Gefährten und dem Strahlungsmesser die herumliegenden Kisten durchsucht, dann jedoch in ein Feuergefecht mit der Wachmannschaft gerät. Nachdem auch die Polizei in den Kampf eingreift, gerät die Halle in Brand. Nach einem Handgemenge mit Mortimer entkommt Harris aus der brennenden Fabrik. In der seinem Feind entrissenen Kiste findet er zu seiner Enttäuschung jedoch nur hunderte von Armbanduhren, deren mit Radium beschichtete Leuchtzifferblätter die Strahlung aussandten.
Ohne sein Messgerät ist es für Harris deutlich schwerer geworden, die Bombe zu orten. Er stellt sich daher direkt beim Kriegsminister des Landes als Atomforscher vor und wird sofort für die Herstellung weiterer Bomben angeworben. Als er am nächsten Tag zu seinem neuen Dienstort transportiert werden soll, trifft er im Auto auf Mortimer, der sich auch als Forscher anwerben lassen hat. Das Fahrzeug ist abgedunkelt und wird nach kurzer Fahrt auf ein Schiff umgeladen, die beiden selbsternannten Forscher finden sich in einer abgelegenen Festung auf einer Insel wieder, wo man ihnen die gestohlene Bombe als „Muster“ für den Bau weiterer Nuklearwaffen übergibt. Die beiden Konkurrenten müssen nun notgedrungen zusammenarbeiten, um nicht mit fatalen Konsequenzen entlarvt zu werden. Harris stellt schon am zweiten Tag mit einem eingeschmuggelten Kurzwellensender Kontakt zu seinem Diener Webster her und befiehlt diesem, seine Yacht „Orion“ bereitzumachen. Die Atombombe versteckt er in seinem Gepäck und ersetzt sie im Tresor durch eine Attrappe. Als er am folgenden Tag mittels eines Sextanten die Position der Insel ermittelt, wird er dabei von einem Offizier beobachtet. Kurz darauf wird der Sender aus seinem Zimmer gestohlen, weshalb er die Bombe im Garten versteckt. Wie mit zuvor vereinbart, holt sie Webster in einer der folgenden Nächte mit einem Hubschrauber ab, von dem sie in ein Wasserflugzeug umsteigen. Hiermit erreichen sie Harris’ Yacht „Orion“, mit der sie kurze Zeit darauf in neutralen Gewässern in Sicherheit sind.
Wie während der erzwungenen Gemeinschaft versprochen, werfen die beiden Kontrahenten nun eine Münze um die Atombombe. Der unterlegene Mortimer vermeidet während der Heimfahrt jeden Kontakt, kann jedoch seinen Steward bestechen, bei einem Bordfest die Getränke mit einem Schlafmittel zu versetzen. Auf die Nachricht von der Heimkehr hat der Club eine Vollversammlung einberufen, um die Erfüllung der gestellten Aufgabe zu begutachten.
Während die betäubte Besatzung ihren Rausch ausschlief, hatte John Mortimer den Koffer mit der Bombe aus dem Safe des Schiffes geraubt und präsentiert diesen nun den Clubmitgliedern als Beweis für das Versagen von Bill Harris. Als dieser jedoch Minuten später eintrifft, führt er in einem identischen Koffer die echte Bombe mit sich, was von einem Angestellten des Arsenals bestätigt wird. Das Gespräch von Mortimer mit dem Steward war belauscht worden, weshalb man Gegenmaßnahmen getroffen hatte. So war Harris bei der Party von seinem „Double“ Webster vertreten worden und hatte die „Orion“ schon vorzeitig verlassen. Unter dem Beifall der Clubmitglieder wird Harris die erfolgreiche Lösung der Aufgabe bestätigt, worauf er einen Umschlag mit dem nächsten Auftrag aus den Händen des Präsidenten erhält.

### Heft 2: „Cojeyamenia, der Schrecken des Urwalds“

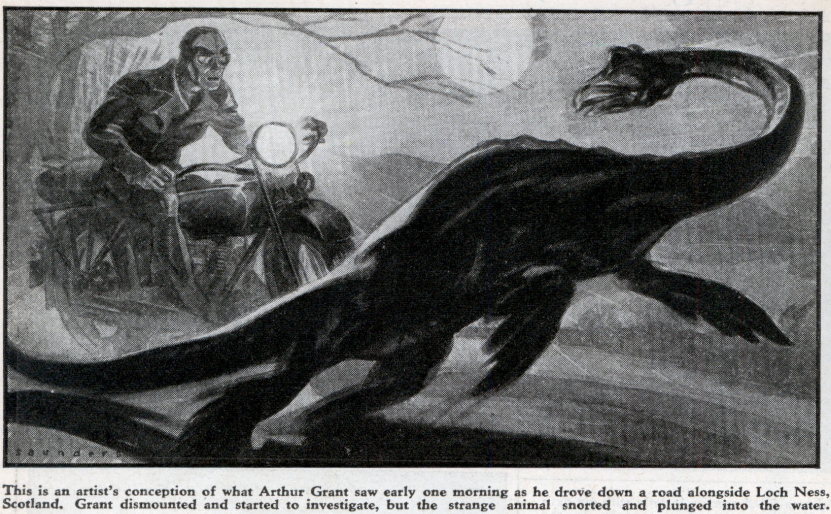
Nessie – ein Verwandter des Cojeyamenia?

Schon halb vergessen liegt der Brief des Abenteuer-Clubs in der Schreibtischschublade, als sich Bill Harris eines Nachts entschließt ihn zu öffnen. Der Auftrag lautet diesmal, im Bangweollosee in Nord-Rhodesien ein Exemplar des legendären Cojeyamenia zu erlegen, von den Eingeborenen „Löwe des Wassers“ genannt. Das Wesen soll dafür verantwortlich sein, dass im ganzen See keine Nilpferde vorkommen.
An Bord eines Dampfer der P & O-Reederei erreicht Bill Harris Daressalam in Tansania. Unterwegs hat er die Bekanntschaft von Professor Macdonald gemacht, einem Zoologen. Auch diesem sind die Geschichten um den Cojeyamenia zu Ohren gekommen, der angeblich wie ein Löwe brüllen soll. Er ist jedoch skeptisch, da es bisher keine bestätigten Sichtungen gab. Allerdings berichtet er Harris, ein unbekanntes Wesen hätte wohl mehrfach Nilpferde getötet, wozu kein bekanntes, heute lebendes Raubtier in der Lage sei. Er hält daher ein Kryptid für möglich, eine überlebende prähistorische Tierart, aber auch eine Täuschung durch Menschen. Bill Harris reist mit der Bahn weiter zum Tanganyikasee, über den ihn ein Dampfer nach Nord-Rhodesien bringt. Da hier alle konventionellen Verkehrsmittel fehlen, stellt er für den Weg zum Bangweollosee eine große Trägerkarawane zusammen, die zusätzlich zum Expeditionsgepäck auch ein kleines Gleitboot transportiert. Bei Erreichen des Sees wird ein festes Lager aufgeschlagen und Harris stellt sofort Kontakt zu den Eingeborenen her, deren Häuptling ihn zu einem Fest einlädt. Er wird freundlich aufgenommen, über den Cojeyamenia will aber niemand reden. Erst als er ein Gewehr als Prämie aussetzt, kommt ein Stammesmitglied namens Muombo bei Nacht in sein Zelt. Der Medizinmann des Dorfes habe allen verboten, dem weißen Mann von dem Wesen zu berichten, da man seine Rache zu fürchten habe.
Bill Harris gibt daher vor, nur Nilpferde jagen zu wollen und macht sich mit dem Gleitboot auf den gewiesenen Weg zum versumpften Südteil des Sees. Nachdem eine Nilpferdherde gesichtet wurde, folgt er dieser mit Muombo, weil er auf einen Angriff des Cojeyamenia hofft. Tatsächlich hören sie in der Nacht ein fürchterliches Gebrüll und finden am nächsten Morgen ein zerfleischtes Nilpferd, jedoch auch Spuren von Menschen. Sie folgen der geflüchteten Herde mehrere Tage und werden in einer Nacht erneut durch das unheimliche Brüllen aufgeschreckt. Bill Harris kann jedoch beobachten, wie einige Eingeborene unter Führung des Medizinmannes in der Dunkelheit vor seinem Zelt umherschleichen und das Geräusch mit einer Art Musikinstrument erzeugen. Am Morgen finden sie erneut ein getötetes Nilpferd, das jedoch zusätzlich zu den bekannten Verstümmelungen auch das Einschussloch eines großkalibrigen Gewehres aufweist. Nachdem sie am Tage die Nilpferdherde mit dem Boot überholen konnten, legen sie sich in einer Höhle zur Ruhe. Als er aufwacht, sieht Harris in einiger Entfernung Muombo vor einigen Stammesgenossen fliehen und nach einem Schuss stürzen. Nur indem er nun seinerseits den Medizinmann niederschießt kann Bill Harris verhindern, dass der Gefallene getötet wird. Muombo ist nur leicht verletzt, hat aber eine Geschichte zu erzählen. In der Dunkelheit hatte er einen fremden, weißen Mann am Gleitboot bemerkt und war dann von den Männern des Medizinmannes gefangen worden. Nachdem ihm ein Verwandter heimlich die Fesseln gelöst hatte, war er entkommen. Voller böser Vorahnungen untersuchen sie das Boot, finden die Tanks leer und alle Zündkerzen abgeschraubt. Nun löst sich auch das Rätsel um den fremden Weißen, am Gleitboot hat Bill Harris Erzfeind John Mortimer eine Karte mit einem höhnischen Kommentar hinterlassen.
Schon durch den Verlust des Bootes empfindlich getroffen beschließen sie, in der Höhle die Ankunft der Nilpferdherde abzuwarten. Rasch werden sie dort aber durch Eingeborene und einen Schützen am fernen Waldrand belagert, so dass der Expedition die Wasservorräte ausgehen. Bill Harris kann sich jedoch nachts bis zur Quelle durchschlagen und einen Kanister füllen. Um auch den Hunger zu stillen, schießt er in einer der folgenden Nächte ein Erdschwein. Bei der Bergung der Beute gerät er jedoch mit einem Nilpferd aneinander, das zu seiner Überraschung seinerseits von einer gewaltigen Kreatur angefallen wird. Diese gleicht einem riesigen Molch mit langen Krallen und einem schnabelartigen Gebiss. Während der Kampf rasch zu Ungunsten des Nilpferdes ausgeht, kann Bill Harris in der Dunkelheit entkommen. Kaum in der Höhle zurück hört er das löwenartige Brüllen des Cojeyamenia, den Harris nun entsprechend der Vorstellungen Professor Macdonalds für ein Exemplar einer seit der Urzeit überlebenden Spezies von Raubsauriern hält.
Am nächsten Morgen ist das Lager der Feinde leer, geflüchtet vor der Kreatur, auch Mortimer ist nicht zurückgeblieben. Als Harris in den folgenden Tagen die Vorräte durch Jagd wieder auffüllt, findet er ein verletztes Antilopenjunges, das er mit in die Höhle nimmt. Einige Nächte später reagiert zunächst die kleine Antilope aufgeregt, bevor aus der Schlucht das Schnauben eines Nilpferdes heraufklingt, gefolgt vom inzwischen wohlbekannten Gebrüll des Cojeyamenia. Als Muombo bei Tagesanbruch eine Leine mit Fleischstücken zum Trocknen heraushängt werden sie gewahr, dass sich die Echse nun in einer Felsspalte direkt unter ihrer Höhle verbirgt. Damit steht ihr Unterschlupf wieder unter Belagerung, zu einem Schuss lässt sich das Wesen bei Tageslicht nicht herauslocken. Man errichtet daher am Höhleneingang einen Wall aus Felsbrocken, um sich vor einem nächtlichen Überfall zu schützen. Dies erweist sich als Glücksfall, denn schon in der folgenden Nacht umschleicht die Kreatur die Höhle, angelockt von den Lauten der kleinen Antilope und versucht gar, durch den Schutzwall einzudringen. Die abgegebenen Schüsse gehen alle fehl, wonach offenbar wird, dass die Reservemunition im Gleitboot zurückgeblieben ist. Indem sie Spuren von Ratten folgen, entdecken sie den Zugang zu einer weiteren, größeren Höhle. Während Harris diesen Weg mühsam erweitert, unternimmt das Untier einen weiteren Angriff, stürzt jedoch mit den Resten des Walles wieder in die Tiefe. Muombo und der Großteil der Ausrüstung sind schon durch die enge Passage gebracht als Harris, beim Versuch auch die kleine Antilope zu bergen, plötzlich dem Cojeyamenia gegenübersteht. Zunächst zwischen beiden Opfern unschlüssig, stürzt sich die Kreatur jedoch zuerst auf das flüchtende Tier, während sich Bill Harris nach dem plötzlichen Erlöschen der Magnesiumfackel in die Nachbarhöhle retten kann.
Bei Tagesanbruch entdecken sie einen weiteren Ausgang der Höhle und können am Boot die Munitionsvorräte wieder auffüllen. Der Cojeyamenia bleibt dagegen zunächst unauffindbar, weshalb Harris von der Höhe des Berges aus Stück um Stück einen Holzstoß vor dem Eingang zur alten Höhle auftürmt, den er schließlich in Brand setzt. Der in die Höhle dringende Rausch treibt die riesige Echse schließlich hinaus, wo Bill Harris das Tier mit zwei Schüssen erlegen kann. Es ist eine schwere Arbeit, der Kreatur die Haut abzuziehen, die sie zunächst in einer Felsspalte verbergen. In dreitägigem Marsch erreicht man einen hohen Berg, von wo aus tagelang Rauchsignale gegeben werden und schließlich Kontakt zur erwarteten Trägerkarawane hergestellt werden kann. Muombo und auch die Haut des Cojeyamenia reisen mit dieser weiter. Mit Hilfe der mitgeführten Ersatzteile lässt sich auch das Gleitboot reparieren, mit dem Harris eine Station am Tanganyikasee aufsucht. Hier erfährt er, dass sich auch John Mortimer noch in der Gegend herumtreibt, angeblich auf der Löwenjagd. Tatsächlich lässt er jedoch die Trägerkarawane überfallen, Muombo entführen und neben weiterem Gepäck auch die Überreste der Echse rauben. So steht Harris mit leeren Händen vor dem scheinheilig lächelnden Mortimer, als sich die beiden Rivalen in der Hotelhalle begegnen. Doch schon kurz darauf meldet sich der wieder freigelassene Muombo, nach dessen Bericht sich die Laune des um seine Beute Betrogenen schlagartig bessert.
Auf dem gleichen Schiff erreichen beide Kontrahenten die Heimat, erwartet von einer eilig einberufenen Vollversammlung des Abenteuer-Clubs. Während Bill Harris noch im Vorzimmer wartet, berichtet John Mortimer von dessen Scheitern und präsentiert ein riesiges Löwenfell mit gewaltigen Säbelzähnen als das der gesuchten Kreatur. Bei Eintritt von Harris fliegt jedoch der Schwindel auf, Muombo hat diese Zähne aus Elfenbein geschaffen und damit Mortimer das Fell untergeschoben. Die echte Saurierhaut dagegen hat er als Krokodil deklariert, worauf Mortimer sie zurückließ. So kann Harris nun den inzwischen ausgestopften Cojeyamenia den staunenden Clubmitgliedern präsentieren, worauf ihm die Lösung seiner zweiten Aufgabe bestätigt wird.

## Orte und Zeit
Sowohl der Wohnort von Bill Harris als auch die Lage des Abenteuer-Clubs werden nicht explizit genannt, dürften sich aufgrund der Namen der Beteiligten jedoch im englischen Sprachraum befinden. Vorbild dieser exklusiven Gemeinschaft könnte der Explorers Club in New York gewesen sein. Auch dass Geldbeträge stets in Dollar angegeben werden, weist auf einen eher amerikanischen als britischen Hintergrund hin.
Der zentrale Handlungsort des „Raubes der Atombombe“, die Hauptstadt jenes südlichen Landes, wird als Millionenstadt beschrieben. Aufgrund des Reiseweges handelt es sich möglicherweise um einen Mittelmeer-Anrainerstaat.
Der Cojeyamenia dagegen verbirgt sich am Bangweollosee in Nord-Rhodesien im Osten Afrikas.
Eine eindeutige Zeitangabe fehlt. Schon im ersten Heft wird die Atombombe thematisiert, der Zweite Weltkrieg jedoch nicht mehr erwähnt. Im Laufe der Handlung wird erklärt, dass derzeit nur ein Staat auf der Welt fertige Atombomben besäße. Diese Aussage war nur vor dem 29. August 1949 gültig, als die erste sowjetische Atombombe detonierte. All dies weist allgemein auf die zweite Hälfte der 1940er Jahre hin.

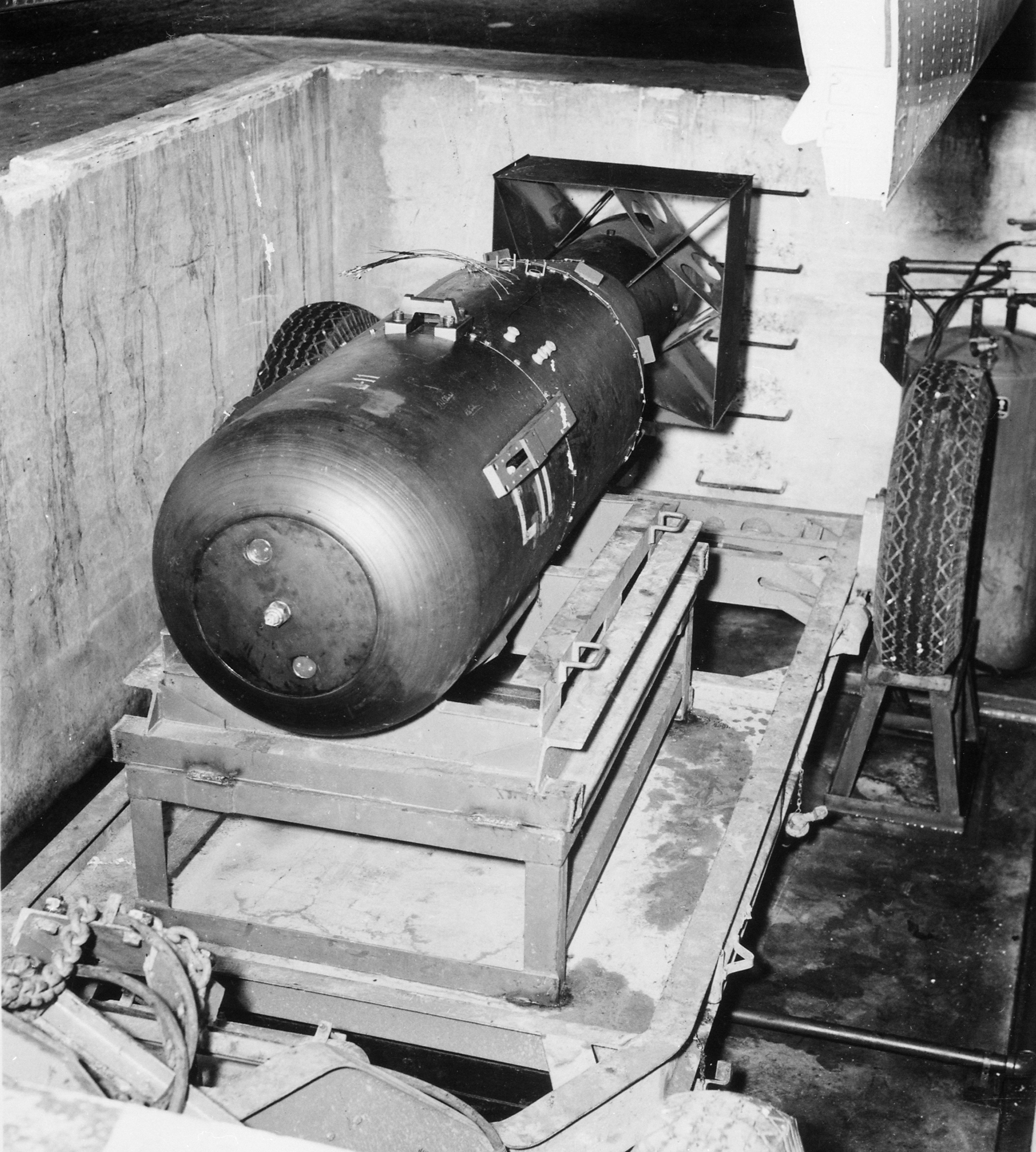
Uranbombe „Little Boy“, abgeworfen am 6. August 1945 auf Hiroshima

## Erzählstil
Die Hefte sind aus der Sicht eines auktorialen Erzählers geschrieben. Es wird weitgehend chronologisch und in der Gegenwartsform erzählt. Eingebettet in eine Rahmenhandlung bildet dennoch jedes Heft eine abgeschlossene Geschichte.
Gegenüber den anderen Romanen von Ralph Black wirken die Texte dieser Heftserie ungleich schlechter lektoriert. So ändert sich beispielsweise in „Cojeyamenia, der Schrecken des Urwalds“ der Name des Zauberpriesters im Laufe der Handlung von Unde-Unde zu Ube-Ube, ohne dass hierfür ein Grund angegeben würde.
Eine kuriose Nebenerscheinung der damaligen Geheimhaltung ist die offenbar nur ungenügende Kenntnis des sonst als Maschinenbau-Ingenieur technisch sehr versierten Autors bezüglich der gerade erst entwickelten Kernwaffen. So wird die gestohlene Atombombe als ein in eine Zigarrenschachtel passender Stahlzylinder beschrieben, während die Bomben der 1940er Jahre noch eher das Format eines Kleinwagens besaßen.

## Veröffentlichung
- 1949: „Bill Harris Taten und Abenteuer“, Rotar-Verlag, Gießen; Heftromane im Format DIN A5, Klammerheftung, Titelseite im Farb-, sonst s/w-Druck
  - „Bill Harris Taten und Abenteuer 1: Der Raub der Atombombe“, 31 S.
  - „Bill Harris Taten und Abenteuer 2: Cojeyamenia, der Schrecken des Urwalds“, 32 S.

Die Ausgabe im Rotar-Verlag war ursprünglich auf 100 Hefte angelegt, von denen jedoch nur die ersten 2 erschienen. Die Gründe hierfür sind unbekannt, jedoch legt das etwa zeitgleiche Erlöschen des Verlages wirtschaftliche Ursachen nahe. Für alle geplanten Ausgaben waren jedoch schon Titel angegeben. Der Verkaufspreis im Einzelhandel lag bei 30 Pfennig.